# Лоусон, Томас
Томас Лоусон (англ. Thomas Lawson; род. 15 сентября 1979, Уитби, Онтарио) — хоккеист, вратарь.
Играл в Северной Америке и Финляндии (клуб «Лукко»). Сезон 2007—2008 провёл в московском ЦСКА, где был основным вратарём, проведя 58 матчей, среди которых в семи встречах не пропустил ни одной шайбы.
В 2008—2009 годах выступал за новосибирский клуб «Сибирь», где, по мнению болельщиков, стал лучшим игроком сезона.
Женат, имеет двух дочерей — Эва и Фейф.